# آيت احساين (أوشان)
آيت احساين هو دُوَّار يقع بجماعة مصيسي، إقليم تنغير، جهة درعة تافيلالت في المملكة المغربية. ينتمي الدوّار لمشيخة أوشان التي تضم 5 دواوير. يقدر عدد سكانه بـ 455 نسمة حسب الإحصاء الرسمي للسكان والسكنى لسنة 2004.

## وصلات خارجية
- البوابة الوطنية للجماعات الترابية
- المندوبية السامية للتخطيط